# Carl Edvard Johansson
Carl Edvard Johansson (1864 – 1943) è stato un inventore svedese.
È noto per aver inventato il set di blocchetti pianparalleli, noti anche come "blocchetti Johnson". Il suo primo brevetto svedese gli fu concesso il 2 maggio 1901, che era il n. 17017 chiamato "Gauge Block Sets for Precision Measurement". Nel 1911 fondò la società svedese CE Johansson AB (CEJ AB) presso Eskistuna, in Svezia; il primo blocchetto impostato in America fu venduto a Henry M. Leland  presso la Cadillac Automobile Co. intorno al 1908.
Alla fine della sua carriera, nel 1923, iniziò a lavorare per Henry Ford presso la Ford Motor Company nel Michigan. Ford acquistò l'intera società americana, CE Johansson Inc., che aveva fondato nel 1918 a Poughkeepsie, New York, e tutta l'attrezzatura fu trasferita a Dearborn; anche alcuni suoi dipendenti svedesi che lavoravano a Poughkeepsie furono impiegati alla Ford. All'età di 72 anni andò in pensione e decise di tornare in Svezia.
Ha ricevuto numerosi riconoscimenti e premi tra cui la grande medaglia d'oro della Royal Swedish Academy of Engineering Sciences, postuma nel 1943 dopo la sua morte.

## Famiglia
Si sposò con Margareta Andersson nel 1896 ed ebbe 4 figli: Elsa, Signe, Edvard e Gertrud.